# Акустичні властивості гірської породи
Акустичні властивості гірської породи (рос. акустические свойства горной породы, англ. acoustic properties of rock, нім. akustische Eigenschaften von Gesteinen) — властивості, що характеризують проходження через породу пружних коливань: інфразвукових, звукових та ультразвукових хвиль.
Акустичні властивості гірської породи використовують при сейсморозвідці, акустичному каротажі, а також при контролі стану очисних і підготовчих вибоїв, прогнозуванні динамічних явищ у масивах гірських порід.

## Основні акустичні властивості порід
Акустична жорсткість гірських порід (рос. акустическая жесткость горных пород, англ. acoustic stiffness of rock, нім. Schallhärte der Gesteine) — властивість породи передавати звукові коливання. Залежить від структурних особливостей гірських порід та їх мінерального складу. Визначається як добуток густини гірської породи на швидкість розповсюдження в ній поздовжніх пружних хвиль. [кг/м²·с].